# Leodegrance

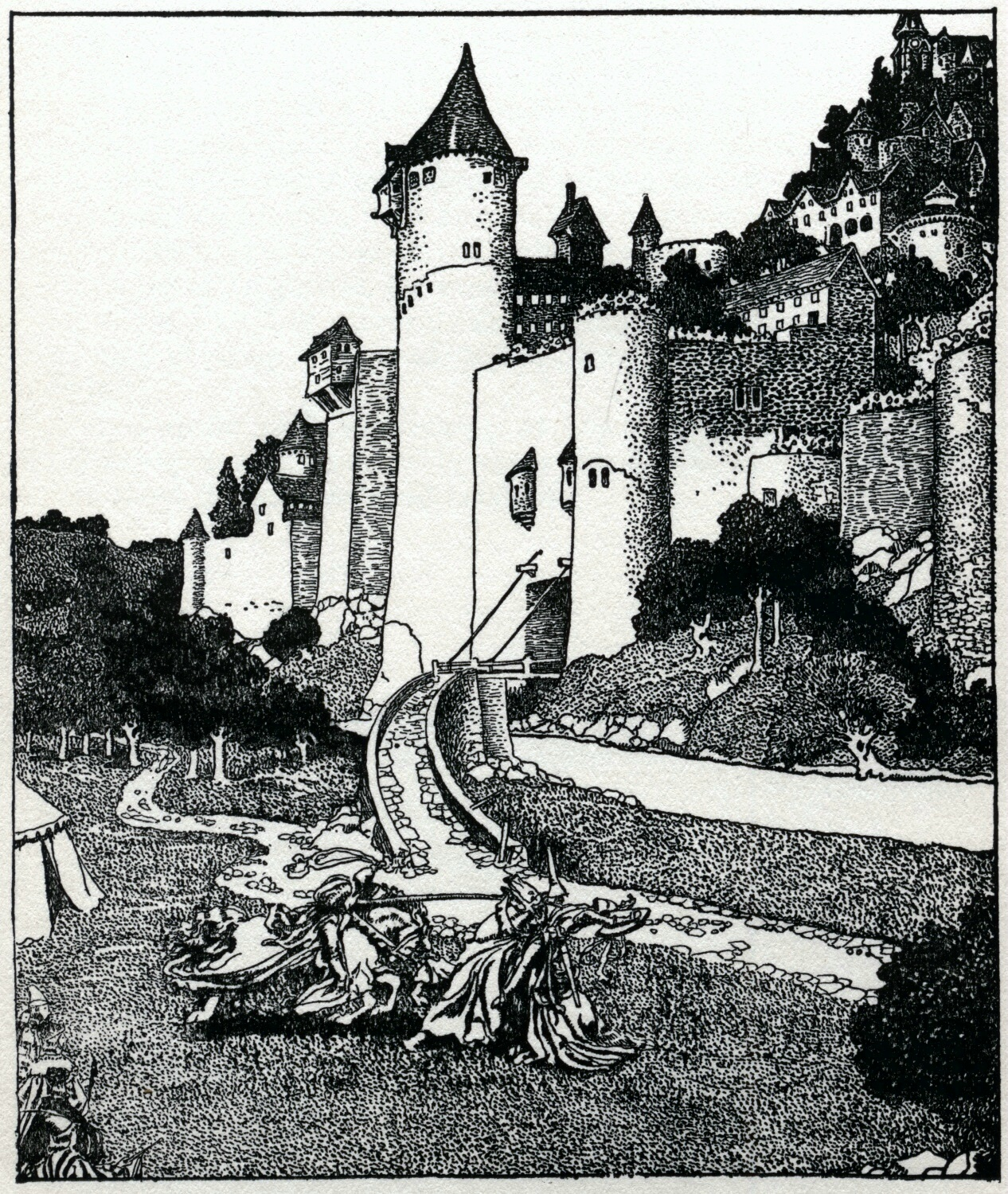
Zwei Ritter im Kampf vor Schloss Cameliard.
von Howard Pyle (1903)

König Leodegrance ˈliːoʊdɨɡræns von Cameliard (auch: Leondegrance, Leodegranz oder Lleudd-Ogrfan) ist eine Gestalt der Artussage. Er ist der Vater von Gwenhwyfach und deren Schwester Königin Guinevere (Gwenhwyfar), der Gattin von König Artus.

## Hintergrund
Leodegrance war im Besitz des von Uther Pendragon in Auftrag gegebenen runden Tischs, der später das Herz der Tafelrunde darstellte. Leodegrance wurde nach dem Tode von Uther damit beauftragt über diesen zu wachen. Der Tisch hatte nach der ursprünglichen Tradition 150 Plätze, erst später wurde dann eine Zahl von 25 angenommen. Diesen schenkte Leodegrance Artus zur Hochzeit, den dieser anschließend in Camelot aufstellen ließ. Der Tisch galt als Abbild der Welt.
Das Königreich Carmelide (oder Cameliard) wird manchmal als ein Ort im Südwesten von England identifiziert, es könnte aber ebenso im bretonischen Cornouaille in der Nähe der Ortschaft Carhaix lokalisiert gewesen sein, die in der „Histoire de Merlin“ (13. Jahrhundert) „Carhaise“ genannt wird.
In der späteren Romanze ist Leodegrance einer der wenigen Könige, die Artus als ihren obersten König anerkennen. Daher wird sein Land von König Rience überfallen, König Artus kommt ihm jedoch zu Hilfe und vertreibt den Feind. Auf dieser Reise trifft Artus zum ersten Mal auf Guinevere und sie verlieben sich.
Nach den Angaben im Lancelot-Gral-Zyklus zeugte Leodegrance eine zweite Tochter, die er ebenfalls Guinevere nannte. Diese „falsche Guinevere“ überzeugte später heimtückisch König Artus’ Hofstaat, dass sie dessen wirkliche Frau und ihre Schwester eine Betrügerin sei. Sie zwang dadurch die echte Königin und ihren Liebhaber Lancelot, sich zu verstecken.
In der walisischen Mythologie ist der Vater von Gwenhwyfar (Guinevere) der Riese Ogyruan / Ogyrvan oder Gogyrfan, der in einer Reihe von Texten erwähnt wird.